# Bolboceratex
Bolboceratex es un género de escarabajos  de la familia Chrysomelidae. En 1837 Chevrolat describió el género. Su distribución está limitada al sudeste de África. Contiene las siguientes especies:
- Bolboceratex coryphaeus
- Bolboceratex holmi
- Bolboceratex jouberti
- Bolboceratex posticatus
- Bolboceratex rhodesianus
- Bolboceratex spurius
- Bolboceratex transvaalicus
- Bolboceratex vanwyki